# Roelanders
Roelanders zijn de aanhangers van de Vlaamse rooms-katholieke christendemocratische beweging, uit het Ninoofse afkomstig, die (mede) aan de oorsprong liggen van het daensisme.

## Oorsprong
De beweging van de Roelanders ontstond rond Jan-Baptist Vanlangenhaeke (Appelterre-Eichem, 26 november 1850 - aldaar, 7 mei 1908). Deze rijke zoon van een pachtheer was in zijn geboortedorp tegelijkertijd herenboer (bezat twee hoeven) en advocaat. Hij bekommerde zich niet te veel om zijn hoeven en pleiten deed hij al even weinig. Wel gaf hij gratis raad en inlichtingen aan zijn streekgenoten. Een van zijn hoeven richtte hij in als studiehuis. Daar hielp hij volksjongens uit de streek om via zelfstudie een universitaire titel te halen. Een aantal onder hen vormden later een vriendenkring onder leiding van Vanlangenhaeke. Zij waren echte democraten en werkten voor hun volk om het uit de onwetendheid en ellende te helpen.

## Klokke Roeland
Deze vriendenkring richtte op 6 september 1891, te Ninove, een weekblad op: ‘Klokke Roeland’. Het blad had een katholieke, democratische en Vlaamsgezinde strekking, geïnspireerd door de pauselijke encycliek Rerum Novarum. De volgelingen werden Roelanders genoemd. Het eerste hoofdartikel werd ondertekend door J.-B. Vanlangenhaeke, Ed. Vanlangenhaeke, burgemeester van Appelterre-Eichem en oom van eerstgenoemde, dokter H. Van de Velde, A. De Backer, P. De Pelsmaecker, H. Van den Eynde, F. Sterck en V. Soens.

## De voortrekkers
Aloys De Backer (Denderhoutem 26 mei 1858 – Denderhoutem 25 mei 1904), een boerenzoon, behaalde na zelfstudie, in 1881, te Gent voor de centrale examencommissie, het diploma van landmeter. In 1886 was hij kandidaat-notaris en in 1891 werd hij doctor in de rechten te Brussel (steeds na zelfstudie). Hij zou de leider van de jonge groep worden.
Prosper De Pelsmaecker (Denderleeuw 10 juni 1867 – Elsene 22 februari 1946). Bereidde zich op het hof van zijn neef Vanlangenhaeke voor op schitterende universitaire studies. Hij werd doctor in de rechten en doctor in de letteren en wijsbegeerte. Vanaf 1909 werd hij professor aan de Gentse universiteit. Hij geraakte, door zijn omgang met aristocratische en dus francofone kringen, vervreemd van de Daensistische Beweging, waarvan hij mee aan de wieg stond en die hij al in 1899 had verlaten.
Frans Sterck (Aspelare 17 februari 1865 – 9 januari 1896). Zoon van een landbouwersgezin, hij werd door zelfstudie landmeter, was ook een pupil van Vanlangenhaeke. Binnen de Roelanders ontpopte hij zich vooral tot de organisator. Wanneer, onder druk van de traditionele Katholieke Partij, de Ninoofse drukker Désiré Anneessens, eind mei 1892, stopte met het drukken van Klokke Roeland, vestigde Sterck zich, met steun van Vanlangenhaeke en Pieter Daens, als drukker van het blad te Ninove. Van dan af zou het blad van de Katholieke Partij te Ninove, De Stad Ninove, een felle tegenstrever worden van de Roelanders.
Victor Soens, een volksjongen uit Aspelare, dankte aan Vanlangenhaeke zijn diploma van landbouwkundige. Na bisschoppelijke berispingen ontstond er bij Soens een ernstig familieconflict. Er waren in zijn familie immers drie priesters en een kloosterzuster. Soens verdween, om die redenen, vroeg uit de beweging en trok naar Amerika en later naar Strombeek-Bever.

## Vanlangenhaeke verkozen
Het was Charles Woeste die de jonge bende van Vanlangenhaeke naar de politiek dreef.
In 1891 had Woeste, de voorman van de Katholieke Partij in het arrondissement Aalst, een ernstig conflict met zijn partijgenoot burgemeester De Cooman van Ninove. Om deze laatste een voetje te lichten zocht Woeste voor de provinciale verkiezingen van 1891 een tegenkandidaat. Hij vond er een: Vanlangenhaeke. De jonge vrienden van Vanlangenhaeke zorgden er bovendien voor dat deze verkozen werd. Op die manier hadden zij de smaak te pakken van de politiek. De gevolgen zouden verregaand zijn.

## Christene Volkspartij
Op 15 mei 1893 stichtten de Roelanders samen met Pieter Daens de Christene Volkspartij die aan de basis lag van de Daensistische beweging.